# El juego de los anillos
El juego de los anillos fue un concurso de televisión que se emitió desde el 7 de agosto de 2019 hasta el 23 de enero de 2021. en Antena 3. El programa, presentado por Jorge Fernández y producido por Globomedia, fue la adaptación española del formato neerlandés 5 Golden Rings.

## Formato
En El juego de los anillos, tres parejas se enfrentarán a lo largo de cinco rondas en las que acumularán dinero respondiendo a varias preguntas sobre diferentes temas, las cuales deberán responder por turnos colocando anillos en una gran pantalla situada en el suelo, justo encima de donde crean que está la respuesta. Si el anillo abarca un píxel de la respuesta, esta será correcta e irán ganando dinero. En caso contrario, perderán el anillo y el siguiente equipo deberá tratar de responder la pregunta (el premio del rebote será la mitad del dinero). Así, a medida que avanza el programa, las preguntas tendrán un mayor valor económico, pero los anillos se irán haciendo más pequeños. Finalmente, después de las cinco rondas, comenzará la fase final, en la que el equipo con más dinero podrá elegir si jugarla o dejar que lo haga la otra pareja. Si el equipo que juega la ronda final sabe colocar el anillo de oro en el lugar correcto, ganará el dinero que ha recaudado, pero si está mal situado, será el otro equipo el que recibirá su premio.

### Rondas previas a la final
- Ronda temática (1.000€). Cada pareja podrá elegir entre tres temas diferentes.
- Ronda VIP (2.000€). Diferentes personajes conocidos se encargarán de formular las preguntas.
- Ronda del personaje oculto (3.000€). Esta se jugará con un pulsador, de modo que quien sepa la respuesta de una pregunta lo deberá accionar. Por cada respuesta acertada, se irán desvelando piezas de una imagen hasta poder reconocer al personaje que se oculta bajo ellas. A su vez, el presentador irá dando pistas sobre este por cada respuesta acertada. Además, debajo las piezas pueden aparecer recompensas para sumar dinero o restarlo a otro equipo. Es posible resolver el nombre del personaje en cualquier momento, pero en caso de fallar, la pareja estará un turno sin tirar. Finalmente, el equipo que resuelva el personaje de la imagen deberá jugar una nueva pregunta con el anillo y si la fallan, habrá rebote, como en cualquier ronda. En esta fase, la pareja con menos dinero acumulado será eliminada.
- Ronda múltiple (4.000€). En esta ronda jugarán con la ayuda de tres personas de confianza que estarán situadas en el público. Dichos ayudantes responderán previamente la pregunta desde una tablet y sus respuestas aparecerán de forma anónima en la pantalla. Los concursantes podrán confiar o no en ellos a la hora de dar una respuesta definitiva.
- Memoriza como puedas (5.000€). En esta fase habrá dos oportunidades, jugando la segunda por la mitad del dinero en juego (2.500€), mientras que el rebote será por 1.000€. En la pantalla aparecerá una secuencia en movimiento, de tal forma que los miembros de la pareja deberán recordar el orden de movimientos a la hora de responder a la pregunta.

## Programas y audiencias
| Temporada | Temporada | Programas | Estreno                 | Final                | Audiencia media | Audiencia media |
| Temporada | Temporada | Programas | Estreno                 | Final                | Espectadores    | Cuota           |
| --------- | --------- | --------- | ----------------------- | -------------------- | --------------- | --------------- |
|           | 1         | 4         | 7 de agosto de 2019     | 28 de agosto de 2019 | 1 316 000       | 11,7%           |
|           | 2         | 6         | 26 de diciembre de 2020 | 23 de enero de 2021  | 1 396 000       | 8,2%            |
| Total     | Total     | 10        | 7 de agosto de 2019     | 23 de enero de 2021  | 1 364 000       | 9,6%            |

### Temporada 1: 2019
| N.º | Ganadores/as - Premio     | Fecha de emisión | Audiencia         |
| --- | ------------------------- | ---------------- | ----------------- |
| 1   | Irene y Yolanda (16.500€) | 07/08/2019       | 1 606 000 (13,9%) |
| 2   | Iván y María (11.000€)    | 14/08/2019       | 1 165 000 (11,3%) |
| 3   | Jesús y Candi (3.700€)    | 21/08/2019       | 1 326 000 (11,8%) |
| 4   | Eloy y Christian (8.000€) | 28/08/2019       | 1 167 000 (10,0%) |

### Temporada 2: 2020-2021
| N.º | Pareja 1                                  | Pareja 2                                     | Pareja 3                         | Fecha      | Audiencia         |
| --- | ----------------------------------------- | -------------------------------------------- | -------------------------------- | ---------- | ----------------- |
| 1   | Elena Furiase y Carlos Latre              | Laura Sánchez y Paco Tous                    | Chenoa y Canco Rodríguez         | 26/12/2020 | 1 711 000 (10,4%) |
| 2   | María Castro y David Bustamante           | César Cadaval y Jorge Cadaval (Los Morancos) | Kira Miró y Pablo Puyol          | 02/01/2021 | 1 365 000 (8,2%)  |
| 3   | Rosa López y Gisela                       | Alaska y Mario Vaquerizo                     | El Monaguillo y Jandro           | 09/01/2021 | 1 497 000 (8,2%)  |
| 4   | Ágatha Ruiz de la Prada y Lorenzo Caprile | Santi Rodríguez y Manolo Sarriá              | Adriana Torrebejano y Raúl Pérez | 16/01/2021 | 1 406 000 (7,8%)  |
| 5   | Blas Cantó y Marta Torne                  | María del Monte y Manuel Díaz "El Cordobés"  | Leo Harlem y Llum Barrera        | 23/01/2021 | 1 521 000 (8,4%)  |
| 6   | Iván Massagué y Maxi Iglesias             | Salva Reina y Silvia Abril                   | Arkano y Sara Escudero           | 23/01/2021 | 874 000 (6,4%)    |